# Nachal Cfunot
Nachal Cfunot (hebrejsky: נחל צפונות) je vádí v jižním Izraeli, v pohoří Harej Ejlat.
Začíná v hornaté krajině severně od vrchu Giv'at Amram v nadmořské výšce okolo 400 metrů, cca 13 kilometrů severně od města Ejlat. Směřuje pak k jihovýchodu rychle se zahlubujícím skalnatým kaňonem. Pak vstupuje do širokého údolí, které je již součástí příkopové propadliny vádí al-Araba. Z jihu míjí pahorky Giv'ot Cafra a za silnicí číslo 90 ústí poblíž hranice s Jordánskem do sběrného vodního kanálu, který svádí vodu ze zdejších sezónních toků k jihu, do Rudého moře.